# Филаго
Филаго (итал. Filago) — коммуна в Италии, находится в регионе Ломбардия, подчиняется административному центру Бергамо.
В коммуне проживает 2663 человека, плотность населения - 533 чел./км². Занимает площадь 5 км². Почтовый индекс — 24040. Телефонный код — 035.
Соседние коммуны: Бонате-Сотто, Боттануко, Брембате, Каприате-Сан-Джервазио, Дальмине, Мадоне, Озио-Сопра, Озио-Сотто.
В коммуне 16 августа особо празднуется Успение Пресвятой Богородицы.

## Достопримечательности
- Замок, XIV века
- Церковь Святого Варфоломея, XII века